# Rochfortbridge
Rochfortbridge (in irlandese: Droichead Chaisleán Loiste ) è un villaggio nella contea di Westmeath, in Irlanda.